# Tim Burgess
Timothy Allan Burgess, conosciuto come Tim Burgess (Salford, 30 maggio 1967), è un cantante britannico, frontman del gruppo alternative rock The Charlatans.

## Biografia
Già front man degli Electric Crayons, che pubblicarono un singolo, "Hip Shake Junkie", verso la fine degli anni '80 entrò a far parte dei Charlatans, band della scena Madchester fortemente influenzata dall'acid house, dalla psichedelia anni '60 della West Coast e dai Pink Floyd dell'epoca Syd Barrett.
Nel 1989 il gruppo diede alle stampe il suo primo singolo autoprodotto, Indian Rope. Nel 1990 fu la volta del disco di debutto, Some Friendly, edito dalla Beggars Banquet Records.
Nel 1993 prestò la propria voce ai Saint Etienne per il singolo di Natale "I Was Born on Christmas Day".
L'8 settembre 2003 pubblicò il suo primo disco solista, I Believe, registrato in California e segnato da sonorità più tradizionalmente rock, country e funk rispetto a quelle della band di provenienza. Nel 2004 collaborò nuovamente con i Chemical Brothers cantando la canzone The Boxer, inclusa nell'album Push the Button. Nel 1995 aveva già collaborato con il duo nella canzone "Life Is Sweet", divenuta una hit, e per la cover di Time for Living degli Sly Stone.
Nel 2003 i timori di uno scioglimento dei Charlatans, giustificati dal fatto che Burgess viveva a Los Angeles e quindi lontano dagli altri membri della band, che abitavano in Inghilterra, furono spazzati via dalla pubblicazione del disco Up at the Lake, nello stesso anno.
Nel 2006 fu la volta del disco Simpatico, con influenze reggae e ska. Burgess fece da vocalist anche per l'album Memo Rex Commander y el Corazón Atómico de la Vía Láctea dei messicani Zoé.
Burgess fa parte di un gruppo denominato The Chavs insieme all'ex Libertines Carl Barât, al tastierista dei Primal Scream Martin Duffy, all'ex batterista dei Razorlight Andy Burrows e al nuovo membro Jamie Reynolds, proveniente dai The Klaxons. La band suonò per la prima volta insieme al Tap'n'Tin, club di Chatham, città del Kent.

## Discografia

### Da solista
- I Believe (2003)
- Oh No I Love You (2012)
- Same Language, Different Worlds (con Peter Gordon) (2016)
- As I Was Now (2018)
- I Love the New Sky (2020)
- Typical Music (2022)

### Con i Charlatans
- Some Friendly (1990)
- Between 10th and 11th (1992)
- Up to Our Hips (1994)
- The Charlatans (1995)
- Tellin' Stories (1997)
- Us and Us Only (1999)
- Wonderland (2001)
- Up at the Lake (2004)
- Simpatico (2006)
- You Cross My Path (2008)
- Who We Touch (2010)
- Modern Nature (2015)
- Different Days (2017)